# Eduardo (rappeur)
Pour les articles homonymes, voir Eduardo.
Eduardo, de son vrai nom Carlos Eduardo Taddeo, né le 24 août 1975 à Capão da Canoa, est un chanteur, écrivain, activiste, panéliste et compositeur de hip-hop brésilien. En 2012, il sort A Guerra não Declarada na Visão de um Favelado, son premier livre.

## Biographie
Carlos Eduardo Taddeo est né d'une femme de ménage, mère de quatre enfants issus de deux mariages. Ils vivaient à Glicério, un quartier populaire situé dans le centre-ville de São Paulo, connu pour ses bidonvilles et sa pauvreté. Son père biologique était entrepreneur de nuit, officiellement marié à une autre femme, qui a financièrement aidé la mère d'Eduardo. Cependant, le départ progressif du père amène sa mère et ses quatre enfants de foyer en foyer. Ne pouvant travailler à cause de son handicap, la maladie de Chagas, « elle faisait parfois l'aumône à l'église. »
Enfant, Carlos est éduqué dans une école publique, jusqu'à la cinquième année de l'école primaire, qu'il abandonne par la suite. Myope, il a honte de porter des lunettes. Ses vêtements et chaussures sont usés. Il réussit à gagner un peu d'argent en nettoyant des voitures dans la rue.
Constamment témoin de violences, il s'enfonce dans la criminalité. À l'âge de sept ans, Carlos Eduardo Taddeo vole un magnétophone et quelques dollars à un touriste japonais. Il est aussi appréhendé par la police pour un vol dans un supermarché, mais sans conséquences majeures. À neuf ans, il fait escale dans la violence et s'achète une arme. Il se drogue régulièrement et s'essaye même dans la fabrication du crack. À 16 ans, il braque des passants à main armée.
Eduardo réussit à s'extirper de la criminalité grâce au compagnon de sa sœur, Equipado. Il se surnommait ainsi car il allait à l'école avec les poches pleine d'ordures qu'il volait. Un jour, Equipado fera écouter une cassette de Corpo Fechado de Thaíde e DJ Hum. « J'ai eu un flash », dit-il. Eduardo décide alors de devenir rappeur et, à la fin des années 1980, forme un groupe d'enfants des rues - parmi eux Washington Roberto Santana, mieux connu sous le nom de Dum-Dum - appelé Esquadrão Menor. Cependant, le groupe se dissout rapidement, et Eduardo accepte une invitation de son beau-père, alors maître d'hôtel, pour travailler comme commis de cuisine pendant deux ans.
Toujours en 1989, il forme Facção Central avec Nego (désormais connu sous le nom Rapper Mag) et Jurandir - ces deux derniers quittent le groupe, tandis que Garga et Dum-Dum rejoignent Eduardo, et commencent les activités du groupe. Il en reste le leader et principal parolier jusqu'au 18 mars 2013, date à laquelle il communique officiellement son départ du groupe en raison de divergences personnelles et idéologiques.
En 2017, il publie un single intitulé Conzpirasom, composé par le rappeur Kaskão (Trilha Sonora do Gueto) et auteur de Ferréz.

## Discographie

### Albums studio
- 2014 : A Fantástica Fábrica de Cadáver[6]

### Avec Facção Central
- 1995 : Juventude de atitude
- 1998 : Estamos de luto
- 1999 : Versos sangrentos
- 2001 : A Marcha fúnebre prossegue
- 2003 : Direto do campo de extermínio
- 2005 : Facção Central - ao vivo
- 2006 : O Espetáculo do circo dos horrores